# Friedrich Wilhelm Argelander
Friedrich Wilhelm August Argelander (Memel, 22 maart 1799 - Bonn, 17 februari 1875) was  een Duits astronoom. Hij is bekend van zijn onderzoek naar variabele sterren en voor zijn medewerking aan de stercatalogus Bonner Durchmusterung, welke meer dan 324.000 sterren omvatte. Daarnaast werkte hij mee aan de bouw van meerdere observatoria in Europa.

## Biografie
Argelander werd geboren in Memel (nu Klaipėda) als zoon van Johann Gottfried Argelander en Wilhelmina Dorothea Grünhagen. In 1817 begon hij aan zijn studie aan de Albertina-universiteit alwaar hij in contact kwam met Friedrich Wilhelm Bessel. Hij werd Bessels assistent en hielp hem bij het bepalen van de exacte positie van sterren. In 1822 behaalde hij zijn doctorsgraad.
Argelander was een van de eerste astronomen die grondig onderzoek verrichtte naar variabele sterren. Hij bedacht een modern systeem om deze sterren te identificeren.
Samen met Adalbert Krüger en Eduard Schönfeld was Argelander verantwoordelijk voor de Bonner Durchmusterung, een stercatalogus die meer dan 324.000 sterren omvatte. Deze catalogus werd gepubliceerd tussen 1852 en 1859. In 1863 was hij een van de mede-oprichters van het Astronomischen Gesellschaft. In datzelfde jaar won hij tevens de Gouden medaille van de Royal Astronomical Society.

## Publicaties
- Observationes astronomicae in specula universitatis Fennicae factae, 1830-1832
- DLX stellarum fixarum positiones mediae ineunte anno 1830, 1835
- Über die eigene Bewegung des Sonnensystems, 1837
- Neue Uranometrie, 1843
- Durchmusterung des nördlichen Himmels zwischen 45° und 80° nördlicher Deklination, 1848
- Durchmusterung der Himmelszone zwischen 15° und 31° südlicher Deklination. In: Astronomische Beobachtungen auf der Sternwarte zu Bonn, 1846-1852
- Atlas des nördlichen gestirnten Himmels, 1857-1863

- Bibsys: 9057651
- Bibliothèque nationale de France: cb15377210c (data)
- CiNii: DA05646414
- Gemeinsame Normdatei: 119228432
- International Standard Name Identifier: 0000 0000 8092 8407
- Library of Congress Control Number: n86858275
- Mathematics Genealogy Project: 166282
- Nationale Bibliotheek van Tsjechië: mub20231178668
- Nederlandse Thesaurus van Auteursnamen: 081620780
- Réseau des bibliothèques de Suisse occidentale: 02-A021532072
- SNAC: w6zk5p2f
- Système universitaire de documentation: 073746150
- Virtual International Authority File: 13113368
- WorldCat: E39PBJrC8yXBdWv7Y6pRXJc773